# کن یارمچوک
کن یارمچوک (انگلیسی: Ken Yaremchuk؛ زادهٔ ۱ ژانویهٔ ۱۹۶۴) بازیکن هاکی روی یخ اهل کانادا است.